# (65583) Théoclymène
(65583) Théoclymène, désignation internationale (65583) Theoklymenos, est un astéroïde troyen jovien.

## Description
(65583) Théoclymène est un astéroïde troyen jovien, camp grec, c'est-à-dire situé au point de Lagrange L4 du système Soleil-Jupiter. Il présente une orbite caractérisée par un demi-grand axe de 5,209 UA, une excentricité de 0,089 et une inclinaison de 8,1° par rapport à l'écliptique.
Il est nommé en référence au personnage de la mythologie grecque Théoclymène, acteur du conflit légendaire de la guerre de Troie.

## Compléments